# Lądowisko Kraków
Lądowisko Kraków – lądowisko sanitarne w Krakowie, w województwie małopolskim, położone przy os. Na Skarpie 66. Przeznaczone jest do wykonywania startów i lądowań śmigłowców sanitarnych i ratowniczych w dzień i w nocy o dopuszczalnej masie startowej do 5700 kg.
Zarządzającym lądowiskiem jest Samodzielny Publiczny Zakład Opieki Zdrowotnej Szpital Specjalistyczny im. Stefana Żeromskiego w Krakowie. W roku 2011 zostało wpisane do ewidencji lądowisk Urzędu Lotnictwa Cywilnego pod numerem 76.